# Landtagswahl in Thüringen 1990
- LL/PDS: 9
- SPD: 21
- Grüne: 6
- FDP: 9
- CDU: 44

- Regierung: 53
- Opposition: 36

Die Landtagswahl in Thüringen 1990 war die erste Wahl zum Thüringer Landtag seit der Wende. Sie fand am 14. Oktober 1990 gemeinsam mit den Landtagswahlen der anderen neuen Länder statt.
Spitzenkandidat der CDU war der bisherige Regierungsbevollmächtigte im Bezirk Erfurt, Josef Duchač. Für die SPD trat ihr Fraktionsvorsitzender im Landtag Nordrhein-Westfalen, Friedhelm Farthmann, an. Die CDU gewann die Wahl deutlich, erhielt 44 der 89 Mandate und verfehlte eine absolute Mehrheit um ein Mandat. Die CDU und die FDP Thüringen bildeten eine Koalition.

## Ausgangssituation
Die erste freie Volkskammerwahl 1990 am 18. März 1990 hatte einen Sieg der Allianz für Deutschland und eine Niederlage der SPD ergeben. Die in PDS umbenannte SED musste ihre 40-jährige diktatorische Herrschaft beenden und erhielt 16,4 % der Stimmen. Lothar de Maizière bildete eine Große Koalition. Dieses Wahlergebnis prägte zahlreiche historischen Weichenstellungen der folgenden Monate: die Währungs-, Wirtschafts- und Sozialunion, die Einführung der Marktwirtschaft und des Rechtsstaates, die Wiedererrichtung der Bundesländer und die Wiedervereinigung zum 3. Oktober 1990.

## Parteien
| Kürzel      | Partei                                      | Wahlkreis- bewerber |
| ----------- | ------------------------------------------- | ------------------- |
| CDU         | Christlich Demokratische Union Deutschlands | 44                  |
| SPD         | Sozialdemokratische Partei Deutschlands     | 44                  |
| PDS         | Partei des Demokratischen Sozialismus       | 44                  |
| FDP         | Freie Demokratische Partei                  | 44                  |
| NF/Grüne/DJ | Neues Forum – Grüne – Demokratie Jetzt      | 44                  |
| DSU         | Deutsche Soziale Union                      | 44                  |
| REP         | Die Republikaner                            | 3                   |
| DFD         | Demokratischer Frauenbund Deutschlands      | 13                  |
| UFV         | Unabhängiger Frauenverband                  | 42                  |
| DBU         | Deutsche Biertrinker Union                  | 8                   |
| Liga        | Christliche Liga – Die Partei für das Leben | –                   |
| NPD         | Nationaldemokratische Partei Deutschlands   | –                   |

## Ergebnis
| Listen                    | Listen            | Direktstimmen | Direktstimmen | Direktstimmen | Listenstimmen | Listenstimmen | Listenstimmen | Mandate Gesamt |
| Listen                    | Listen            | Stimmen       | %             | Mandate       | Stimmen       | %             | Mandate       | Mandate Gesamt |
| ------------------------- | ----------------- | ------------- | ------------- | ------------- | ------------- | ------------- | ------------- | -------------- |
|                           | CDU 1             | 629.889       | 45,3          | 44            | 637.055       | 45,4          | –             | 44             |
|                           | SPD               | 292.793       | 21,0          | –             | 319.376       | 22,8          | 21            | 21             |
|                           | PDS               | 137.880       | 9,9           | –             | 136.464       | 9,7           | 9             | 9              |
|                           | FDP               | 126.442       | 9,1           | –             | 130.035       | 9,3           | 9             | 9              |
|                           | NF / Grüne / DJ   | 103.089       | 7,4           | –             | 90.829        | 6,5           | 6             | 6              |
|                           | DSU               | 67.064        | 4,8           | –             | 45.979        | 3,3           | –             | –              |
|                           | REP               | 1.217         | 0,1           | –             | 11.712        | 0,8           | –             | –              |
|                           | DFD               | 7.947         | 0,6           | –             | 10.865        | 0,8           | –             | –              |
|                           | UFV               | 14.721        | 1,1           | –             | 9.599         | 0,7           | –             | –              |
|                           | DBU               | 1.313         | 0,1           | –             | 4.705         | 0,3           | –             | –              |
|                           | Liga              | –             | –             | –             | 3.639         | 0,3           | –             | –              |
|                           | NPD               | –             | –             | –             | 3.096         | 0,2           | –             | –              |
|                           | Einzelbewerber    | 9.362         | 0,7           | –             | –             | –             | –             | –              |
| Gesamt                    | Gesamt            | 1.391.717     | 100           | 44            | 1.403.354     | 100           | 45            | 89             |
|                           |                   |               |               |               |               |               |               |                |
| Ungültige Stimmen         | Ungültige Stimmen | 49.453        | 3,4           |               | 37.816        | 2,6           |               |                |
| Wähler                    | Wähler            | 1.441.170     | 71,7          |               | 1.441.170     | 71,7          |               |                |
| Wahlberechtigte           | Wahlberechtigte   | 2.010.395     |               |               | 2.010.395     |               |               |                |
|                           |                   |               |               |               |               |               |               |                |
| Quelle: Landtagswahl 1990 |                   |               |               |               |               |               |               |                |

Direktmandate in den Wahlkreisen

- 1 Ein Überhangmandat für CDU, wodurch sich der Landtag von 88 auf 89 Sitze vergrößerte.

## Folgen

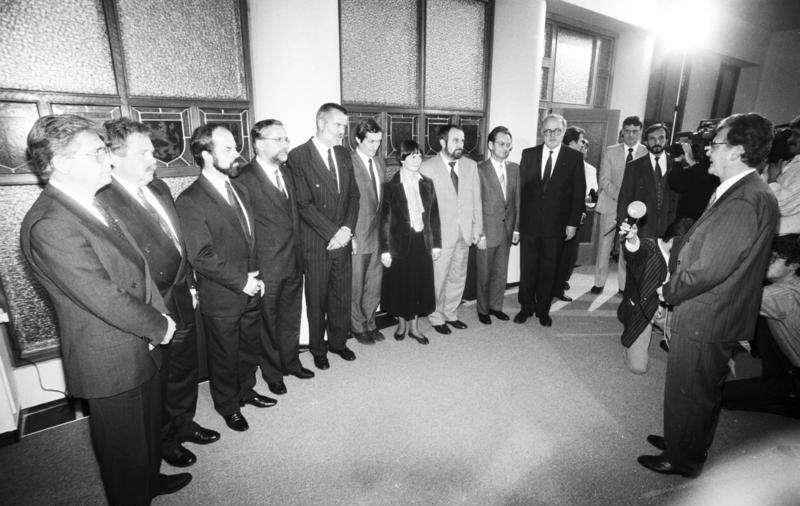
Das Kabinett Duchač nach seiner Ernennung am 8. November 1990

Der erste Thüringer Landtag wurde am 25. Oktober 1990 im Deutschen Nationaltheater in Weimar eröffnet. Zum Landtagspräsidenten wurde Gottfried Müller (CDU) gewählt.
Der Landtag wählte Josef Duchač, zuletzt Vorstandsmitglied der reformierten CDU Deutschlands (DDR), zum Thüringer Ministerpräsidenten. Er leitete eine Koalitionsregierung mit sieben CDU- und drei FDP-Ministern.
Duchač trat am 23. Januar 1992 nach Stasi-Vorwürfen zurück. Bernhard Vogel (1932–2025, von 1976 bis 1988 Ministerpräsident von Rheinland-Pfalz) wurde zum neuen Ministerpräsidenten gewählt und blieb es, bis er am  5. Juni 2003 als Altersgründen zurücktrat.